# 秋山信友

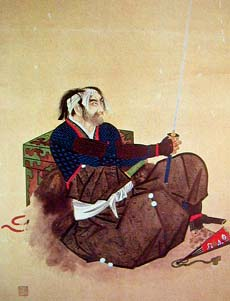
秋山信友

秋山 信友（1527年—1575年12月23日）是日本戰國時代的武將。在武田信玄、武田勝賴兩代效忠的家臣，此外亦是武田二十四將之一。柴辻俊六的著書《信玄的戰略》中的「山梨縣史」、「戰國遺文」主張記載的文書正確的諱名是虎繁。有一弟秋山信藤。

## 生涯
生於大永7年（1527年），父親為秋山信任（新左衛門）。「信」字為武田家姓名通字。
與武田氏同族的甲斐源氏支流之一的秋山信任息子，是武田信義之弟加賀美遠滿的支流，在甲斐國躑躅崎館武家屋敷內出生，幼年確實幼名不明，一說春近，又說晴近，於1541年元服。

### 信玄時代
1542年以近習眾的身份對諏訪賴重進行攻略成為他初次上陣的戰爭。1547年進攻伊奈福與城時，將敵將藤澤賴親捕獲後，取得重要的戰功，成為了50騎馬部隊的侍大將。之後的進攻木曾福島城後，被提拔為伊奈郡代並率領250騎的大將。天文22年（1553年）4月，擔任信濃國葛尾城（長野縣坂城町）戰後處理任務。
信友長期被任命大島城（長野縣松川町）的城代任務，並擔任信濃國伊那郡守備任務。在武名以外也從智謀上取得表現。1567年，信玄與織田信長達成同盟協議，當時有不少重臣反對，唯獨信友提出與信長同盟有利之處。1568年織田信長嫡男織田信忠與武田信玄四女松姫達成婚約，信友代替信玄前往岐阜赴約，受到信長的熱烈歡迎。
1572年信玄開始西上，信友以別動隊的大將率領3000兵向織田氏領地東美濃入侵，在上村之戰擊敗遠山家聯軍後，迫降岩村城。迎娶遠山景任未亡人──信長姑姑岩村殿為正室，此外護送當時駐留在岩村城的信長五子御坊丸（後來織田勝長）到甲斐。以後為岩村城主，在東美濃方面作最前線防備。

### 勝賴時代
1573年信玄死後繼續仕奉勝賴，1574年協助勝賴對東美濃入侵出兵。不過武田軍在1575年長篠之戰大敗，導致岩村城被孤立，不久織田信忠率領的軍隊包圍岩村城，秋山信友堅持抵抗信忠的攻擊，率领副将座光寺为清・大岛杢之助一起抵挡（岩村城之戰）。
根据信长公记的记录，在十一月时武田胜赖在長筱戰敗後终於喘過氣來，因此大量動員領民要出兵東美浓救援岩村城，听闻这项消息后织田信长在十一月十四日起兵要支援织田信忠。但是在十一月十日时，正被织田信忠团团包围的秋山信友便决定要出城夜袭，集合士兵后在当晚偷出水晶山进攻织田信忠的军势，结果反被信忠帐下的河尻秀隆、毛利秀赖在营地各处做好防备，反将秋山军击溃。
秋山军夜袭失败后，岩村城兵打开城门接纳败军时，织田信忠统领士兵趁机一口气冲进城里，破坏城防，并且四处搜索逃散在山区的的武田军，武田方的将领一共阵亡二十一名，士兵损失上千。在信友判斷武田軍救援不及的情況下，透過織田家臣冢本小大膳，向织田家表示開城投降之意。不過信友開城後，信長立即逮捕他，並在長良川以磔刑處死，享年49歲。

## 人物
- 智勇兼備的名將，其勇名稱為「武田的猛牛」。
- 秋山信友是否迎娶岩村殿，以及是否為攻打岩村城的主將，目前尚有爭議